# Faces (album Earth, Wind & Fire)
Faces doppio album registrato in studio degli Earth, Wind & Fire, pubblicato nel 1980 dalla Columbia Records.
Nel disco compaiono come ospiti Fred Wesley e Steve Lukather dei Toto.

## Tracce
1. Song in my heart
2. Take it to the sky
3. Share your love
4. Turn It Into Something Good
5. Let Me Talk
6. Back On the Road
7. Win Or Lose
8. You Went Away
9. In Time
10. Sailaway
11. Pride
12. Sparkle
13. You
14. And Love Goes On
15. Faces